# 索林·巴比
索林·巴比（羅馬尼亞語：Sorin Babii，1963年11月14日—），罗马尼亚男子射击运动员。他曾代表罗马尼亚参加1984年、1988年、1992年、1996年、2000年和2004年夏季奥林匹克运动会射击比赛，获得一枚金牌和一枚铜牌。